# Йорген Странд Ларсен
Йорген Странд Ларсен (норв. Jørgen Strand Larsen; 6 лютого 2000, Галден) — норвезький футболіст, нападник англійського клубу «Вулвергемптон».
Виступав, зокрема, за клуб «Сарпсборг 08».

## Клубна кар'єра
Народився 6 лютого 2000 року в місті Галден. Вихованець юнацьких команд футбольних клубів «Квік Галден», «Сарпсборг 08» та «Мілан».
У дорослому футболі дебютував 2017 року виступами за команду «Сарпсборг 08», в якій провів три сезони, взявши участь у 48 матчах чемпіонату. 
До складу клубу «Гронінген» приєднався 2020 року. 13 вересня дебютував у матчі проти ПСВ. За підсумками сезону 2021–22 Йорген увійшов до десятки найкращих бомбардирів чемпіонату.
Відіграв за команду з Гронінгена 67 матчів у національному чемпіонаті.
1 вересня 2022 року Йорген перейшов до іспанської «Сельти».
2 липня 2024 року на правах оренди перейшов до англійського клубу «Вулвергемптон Вондерерз».

## Виступи за збірні
2016 року дебютував у складі юнацької збірної Норвегії (U-16), загалом на юнацькому рівні взяв участь у 40 іграх, відзначившись 14 забитими голами.
Протягом 2019 року залучався до складу молодіжної збірної Норвегії. На молодіжному рівні зіграв у 6 офіційних матчах, забив 5 голів.
2020 року дебютував в офіційних матчах у складі національної збірної Норвегії.
| Дата       | Місто   | Господарі | Результат | Гості             | Турнір                               | Голи | Примітки |
| ---------- | ------- | --------- | --------- | ----------------- | ------------------------------------ | ---- | -------- |
| 18-11-2020 | Відень  | Австрія   | 1 – 1     | Норвегія          | Ліга націй УЄФА 2020-2021 - 1-й етап | -    | 86'      |
| 24-9-2022  | Любляна | Словенія  | 2 – 1     | Норвегія          | Ліга націй УЄФА 2022-2023 - 1-й етап | -    | 62'      |
| 27-9-2022  | Осло    | Норвегія  | 0 – 2     | Сербія            | Ліга націй УЄФА 2022-2023 - 1-й етап | -    | 57'      |
| 17-11-2022 | Дублін  | Ірландія  | 1 – 2     | Норвегія          | товариський матч                     | -    | 74'      |
| 25-3-2023  | Малага  | Іспанія   | 3 – 0     | Норвегія          | Відбір до ЧЄ 2024                    | -    | 74'      |
| 17-6-2023  | Осло    | Норвегія  | 1 – 2     | Шотландія         | Відбір до ЧЄ 2024                    | -    | 84'      |
| 7-9-2023   | Осло    | Норвегія  | 6 – 0     | Йорданія          | товариський матч                     | 1    |          |
| 12-9-2023  | Осло    | Норвегія  | 2 – 1     | Грузія            | Відбір до ЧЄ 2024                    | -    | 71'      |
| 12-10-2023 | Ларнака | Кіпр      | 0 – 4     | Норвегія          | Відбір до ЧЄ 2024                    | -    | 77'      |
| 16-11-2023 | Осло    | Норвегія  | 2 – 0     | Фарерські острови | товариський матч                     | 1    | 46'      |
| 19-11-2023 | Глазго  | Шотландія | 3 – 3     | Норвегія          | Відбір до ЧЄ 2024                    | 1    |          |
| 22-3-2024  | Осло    | Норвегія  | 1 – 2     | Чехія             | товариський матч                     | -    | 75'      |
| 26-3-2024  | Осло    | Норвегія  | 1 – 1     | Словаччина        | товариський матч                     | -    | 62'      |
| 5-6-2024   | Осло    | Норвегія  | 3 – 0     | Косово            | товариський матч                     | -    | 46'      |
| 6-9-2024   | Алмати  | Казахстан | 0 – 0     | Норвегія          | Ліга націй УЄФА 2024-2025 - 1-й етап | -    | 70'      |
| 10-10-2024 | Осло    | Норвегія  | 3 – 0     | Словенія          | Ліга націй УЄФА 2024-2025 - 1-й етап | -    | 76'      |
| 13-10-2024 | Лінц    | Австрія   | 5 – 1     | Норвегія          | Ліга націй УЄФА 2024-2025 - 1-й етап | -    | 84'      |
| 14-11-2024 | Любляна | Словенія  | 1 – 4     | Норвегія          | Ліга націй УЄФА 2024-2025 - 1-й етап | -    | 87'      |
| 17-11-2024 | Осло    | Норвегія  | 5 – 0     | Казахстан         | Ліга націй УЄФА 2024-2025 - 1-й етап | -    | 62'      |
| Усього     |         | Матчів    | 19        |                   | Голів                                | 3    |          |